# راریان (سیستم فهرست‌نویسی سند)
راریان (به انگلیسی: Rarian) یک نوع «سیستم فهرست‌نویسی سند» است. راریان در گذشته اسپون (به انگلیسی: Spoon) نامیده می‌شده‌است.
کار اصلی «راریان» مدیریت «فراداده» های سند می‌باشد. این «فراداده» ها توسط «چهارچوب فراداده متن باز (به انگلیسی: Open Source Metadata Framework)» کوته‌نوشت (OMF) تعیین شده‌اند.
«راریان» توسط کمک مرورگر رومیزی گنوم که Yelp نام دارد استفاده می‌شود. نرم‌افزار «راریان» جایگزین «اسکرولکیپر» (ScrollKeeper) شده‌است، و ابتدا توسط آن طراحی گردید. راریان یک رابط برنامه‌نویسی کاربردی دارد.